# Таркеу (комуна)
Таркеу (рум. Tarcău) — комуна у повіті Нямц в Румунії. До складу комуни входять такі села (дані про населення за 2002 рік):
- Арделуца (31 особа)
- Братеш (324 особи)
- Казач (518 осіб)
- Скіту-Таркеу (49 осіб)
- Стража (660 осіб)
- Таркеу (1978 осіб)

Комуна розташована на відстані 272 км на північ від Бухареста, 18 км на захід від П'ятра-Нямца, 114 км на захід від Ясс, 143 км на північ від Брашова.

## Населення
За даними перепису населення 2002 року у комуні проживали 3560 осіб.
Національний склад населення комуни:
| Національність | Кількість осіб | Відсоток |
| -------------- | -------------- | -------- |
| румуни         | 3552           | 99,8%    |
| угорці         | 4              | 0,1%     |
| цигани         | 4              | 0,1%     |

Рідною мовою назвали:
| Мова      | Кількість осіб | Відсоток |
| --------- | -------------- | -------- |
| румунська | 3557           | 99,9%    |
| угорська  | 3              | 0,1%     |

Склад населення комуни за віросповіданням:
| Релігія            | Кількість осіб | Відсоток |
| ------------------ | -------------- | -------- |
| православні        | 3523           | 99,0%    |
| римо-католики      | 12             | 0,3%     |
| п'ятдесятники      | 9              | 0,3%     |
| адвентисти         | 9              | 0,3%     |
| реформати          | 2              | 0,1%     |
| бретрени           | 1              | < 0,1%   |
| не вказали релігію | 1              | < 0,1%   |